# Object Windows Library
Object Windows Library, meglio conosciuta con l'acronimo OWL, è una libreria di classi C++ prodotta da Borland con lo scopo di incapsulare le Windows API.
OWL fu lanciata da Borland per il proprio compilatore Borland C++ più o meno nello stesso periodo in cui Microsoft aveva pubblicato un prodotto concorrente denominato Microsoft Foundation Classes. Siccome OWL aveva una struttura object oriented superiore rispetto alla libreria di Microsoft, per un certo periodo ebbe un successo maggiore, tuttavia perse quote di mercato quando i suoi aggiornamenti mancarono di supportare le nuove caratteristiche di Windows, ed in seguito non venne più prodotta. Attualmente un gruppo indipendente (OWLNext team) si occupa di aggiornarla e di fornire nuove funzionalità.